# Pausànies (metge)
Pausànies o Pausànias  (en llatí Pausanias, en grec Παυσανίας) fou un metge grec que va atendre a Cràter d'Orèstia, un dels generals d'Alexandre el Gran.
El mateix conqueridor Alexandre li va dirigir a aquest metge una carta quan va saber s'interessava pel seu pacient i li demanava que fos prudent en l'ús de poderosos medicaments (la carta és d'aproximadament el 324 aC). La notícia la dona Plutarc.